# Kanton Pontarion
Der Kanton Pontarion war bis 2015 ein französischer Wahlkreis in der Region Limousin. Er lag im Guéret und im Département Creuse. Sein Hauptort war Pontarion.
Der Kanton war 197,56 km² groß und hatte 2809 Einwohner (Stand: 2012).

## Gemeinden
| Gemeinde                  | Einwohner | Code postal | Code Insee |
| ------------------------- | --------- | ----------- | ---------- |
| La Chapelle-Saint-Martial | 92        | 23250       | 23051      |
| Janaillat                 | 367       | 23250       | 23099      |
| Pontarion                 | 379       | 23250       | 23155      |
| La Pouge                  | 78        | 23250       | 23157      |
| Sardent                   | 801       | 23250       | 23168      |
| Saint-Éloi                | 166       | 23000       | 23191      |
| Saint-Georges-la-Pouge    | 311       | 23250       | 23197      |
| Saint-Hilaire-le-Château  | 276       | 23250       | 23202      |
| Thauron                   | 189       | 23250       | 23253      |
| Vidaillat                 | 162       | 23250       | 23260      |